# Bắc Việt
Bắc Việt là một xã thuộc huyện Văn Lãng, tỉnh Lạng Sơn, Việt Nam.

## Địa lý
Xã Bắc Việt nằm ở phía bắc huyện Văn Lãng, có vị trí địa lý:
- Phía đông giáp xã Bắc Hùng với ranh giới là sông Kỳ Cùng
- Phía tây giáp xã Bắc La và xã Tân Tác
- Phía nam giáp thị trấn Na Sầm và xã Thành Hòa.
- Phía bắc giáp huyện Tràng Định.

Xã Bắc Việt có diện tích 37,80 km², dân số năm 2018 là 2.989 người, mật độ dân số đạt 79 người/km².

## Lịch sử
Địa bàn xã Bắc Việt hiện nay trước đây là một phần các xã Tân Lang, Tân Việt, Trùng Quán thuộc huyện Văn Lãng.
Ngày 21 tháng 11 năm 2019, Ủy ban Thường vụ Quốc hội ban hành Nghị quyết số 818/NQ-UBTVQH14 về việc sắp xếp các đơn vị hành chính cấp xã thuộc tỉnh Lạng Sơn (nghị quyết có hiệu lực từ ngày 1 tháng 1 năm 2020). Theo đó, sáp nhập 10,14 km² diện tích tự nhiên và 1.133 người thuộc 5 thôn: Kéo Van, Pò Lâu, Tà Coóc, Khun Roọc, Bản Làng và một phần thôn Bó Củng của xã Tân Lang; 13,91 km² diện tích tự nhiên và 1.113 người thuộc 6 thôn: Pàn Kinh, Nà Chồng, Pà Danh, Bản Gioong, Khun Gioong, Nà Chi của xã Trùng Quán; 13,75 km² diện tích tự nhiên và 743 người thuộc 2 thôn: Nà Lẹng, Pá Mỵ và một phần thôn Bản Quan của xã Tân Việt để thành lập xã Bắc Việt.
Sau khi thành lập, xã Bắc Việt có diện tích 37,80 km², dân số là 2.989 người.